# 하치만타이역
하치만타이역(일본어: 八幡平駅)은 일본 아키타현 가즈노시에 위치한 동일본 여객철도 하나와 선의 철도역이다. 단선 승강장 1면 1선의 구조를 갖춘 지상역이다.

## 이용 현황
| 승차 인원 추이 | 승차 인원 추이 |
| 연도           | 1일 평균       |
| -------------- | -------------- |
| 2000           | 64             |
| 2001           | 64             |
| 2002           | 55             |
| 2003           | 55             |
| 2004           | 55             |
| 2005           | 50             |
| 2006           | 41             |
| 2007           | 34             |
| 2008           | 31             |
| 2009           | 43             |
| 2010           | 33             |
| 2011           | 34             |
| 2012           | 28             |
| 2013           | 25             |

## 역 주변
- 도호쿠 자동차도
- 국도 제282호선
- 요네시로 강
- 가즈노 시청 하치만타이 지소

## 역사
- 1931년 10월 17일 : 아즈키자와역으로서 가즈노 군 미야카와 촌에 개업.
- 1956년 6월 15일 : 미야가와 촌이 아케보노 촌과 합병해 하치만타이 촌이 발족.
- 1957년 4월 1일 : 하치만타이역으로 개칭.
- 1963년 7월 1일 : 화물 취급 폐지.
- 1982년 11월 15일 : 간이 위탁화.
- 1987년 4월 1일 : 일본국유철도 분할 민영화에 의해, 동일본 여객철도가 승계.
- 2014년 5월 31일 : 이 날을 기해서 영업 창구가 종료. 무인화 전환.
- 2015년 3월 25일 : 오히로메무라 신사의 사전을 모티브했던 신 역사 완성.

## 인접 역
| 동일본 여객철도 하나와 선 | 동일본 여객철도 하나와 선 | 동일본 여객철도 하나와 선 |
| ------------------------- | ------------------------- | ------------------------- |
| 유제온센 고마 방면        | ■ 하나와 선               | 리쿠추오사토 오다테 방면  |